# Ziggy Marley and the Melody Makers
Ziggy Marley and the Melody Makers fue un grupo reggae compuesto por Ziggy Marley, Stephen Marley, Sharon Marley y Cedella Marley, todos hijos de Bob Marley.

## Discografía

### Álbumes de estudio
- Play the Game Right (1985)
- Children Playing (1986) (unreleased)
- Hey World! (1986)
- Time Has Come: The Best Of Ziggy Marley and the Melody Makers (1988)
- Conscious Party (1988)
- One Bright Day (1989)
- Jahmekya (1991)
- Joy and Blues (1993)
- Free Like We Want 2 B (1995)
- The Best Of (1988 - 1993) (1997)
- Fallen Is Babylon (1997)
- Spirit Of Music (1999)
- Live Vol. 1 (2000)